# خوان مانويل مونيوث
خوان مانويل مونيوث (بالإسبانية: Juan Manuel Muñoz)‏ (11 يناير 1985 بإسبانيا - ) هو لاعب كرة قدم إسباني في مركز الدفاع. لعب مع نادي كياسو ونادي نوشاتل زاماكس ونادي نيون.

## وصلات خارجية
- خوان مانويل مونيوث على موقع قاعدة بيانات كرة القدم.إي يو (الإنجليزية)